# Brad Drewett
Brad Drewett (Maclean, Nova Gal·les del Sud, 19 de juliol de 1958 − Sydney, 3 de maig de 2013) fou un tennista australià i membre de l'ATP.
Malgrat els seus prometedors resultats en categoria júnior, amb dos títols de Grand Slam individuals, professionalment no va aconseguir resultats destacats, només dos títols individuals i set en dobles, que li van permetre arribar al 34è i 18è llocs respectivament.
Després de la seva retirada va treballar com a comentaris dels canals Nine Network i Network 10 a Austràlia. Llavors va entrar a formar part de l'estructura executiva de l'Associació de Tennistes Professionals, i després d'ocupar diversos càrrecs, en fou nomenat president l'1 de gener de 2012. Malauradament, un any després li diagnosticaren una esclerosi lateral amiotròfica, motiu pel qual va preferir deixar el càrrec i l'entitat després de 35 anys. Va morir quatre mesos després a Sydney. En reconeixement de la seva contribució al desenvolupament del tennis a l'Àsia, i particularment a la Xina, el torneig de Pequín va rebatejar la pista 1 en el seu honor (Brad Drewett Court) l'any 2013. El torneig ATP World Tour Finals va reanomenar "Brad Drewett Trophy" el seu trofeu.

## Palmarès

### Individual: 6 (2−4)
| Títols per superfície |
| --------------------- |
| Dura (0−2)            |
| Gespa (0−2)           |
| Terra batuda (1−0)    |

| Resultat  | Núm. | Data                 | Torneig                    | Superfície   | Oponent          | Marcador      |
| --------- | ---- | -------------------- | -------------------------- | ------------ | ---------------- | ------------- |
| Finalista | 1.   | 5 de gener de 1981   | Adelaida, Austràlia        | Gespa        | Mark Edmondson   | 5−7, 2−6      |
| Guanyador | 1.   | 22 de febrer de 1982 | El Caire, Egipte           | Terra batuda | Claudio Panatta  | 6−3, 6−3      |
| Guanyador | 2.   | 25 de juliol de 1983 | South Orange, Estats Units |              | John Alexander   | 4−6, 6−4, 7−6 |
| Finalista | 2.   | 12 d'agost de 1985   | Cleveland, Estats Units    | Dura         | Brad Gilbert     | 3−6, 2−6      |
| Finalista | 3.   | 4 de juliol de 1988  | Newport, Estats Units      | Gespa        | Wally Masur      | 2−6, 1−6      |
| Finalista | 4.   | 10 d'abril de 1989   | Seül, Corea del Sud        | Dura         | Robert Van't Hof | 5−7, 4−6      |

### Dobles: 15 (7−8)
| Llegenda (pre/post 2009)                                 |
| -------------------------------------------------------- |
| Grand Slams (0−0)                                        |
| Tennis Masters Cup / ATP Finals (0−0)                    |
| ATP Masters Series / ATP World Tour Masters 1000 (0−0)   |
| ATP International Series Gold / ATP World Tour 500 (0−0) |
| ATP International Series / ATP World Tour 250 (6−4)      |

| Títols per superfície |
| --------------------- |
| Dura (2−3)            |
| Gespa (2−0)           |
| Terra batuda (0−1)    |
| Moqueta (2−0)         |

| Resultat  | Núm. | Data                   | Torneig                | Superfície   | Parella         | Oponents                       | Marcador      |
| --------- | ---- | ---------------------- | ---------------------- | ------------ | --------------- | ------------------------------ | ------------- |
| Finalista | 1.   | 30 de març de 1981     | Linz, Àustria          | Dura (i)     | Pavel Složil    | Anders Järryd Hans Simonsson   | 4−6, 6−7      |
| Guanyador | 1.   | 6 de juliol de 1981    | Newport, Estats Units  | Gespa        | Erik van Dillen | Kevin Curren Billy Martin      | 6−2, 6−4      |
| Finalista | 2.   | 2 de novembre de 1981  | Hong Kong, Hong Kong   | Dura         | Marty Davis     | Chris Dunk Chris Mayotte       | 4−6, 6−7      |
| Guanyador | 2.   | 15 d'agost de 1983     | Stowe, Estats Units    | Dura         | Kim Warwick     | Fritz Buehning Tom Gullikson   | 4−6, 7−5, 6−2 |
| Finalista | 3.   | 9 de gener de 1984     | Auckland, Nova Zelanda | Dura         | Chip Hooper     | Brian Levine John Van Nostrand | 5−7, 2−6      |
| Finalista | 4.   | 8 de juliol de 1985    | Gstaad, Suïssa         | Terra batuda | Mark Edmondson  | Wojtek Fibak Tomáš Šmíd        | 7−6, 4−6, 4−6 |
| Guanyador | 3.   | 7 d'octubre de 1985    | Brisbane, Austràlia    | Moqueta (i)  | Marty Davis     | Bud Schultz Ben Testerman      | 6−2, 6−2      |
| Guanyador | 4.   | 21 d'octubre de 1985   | Melbourne, Austràlia   | Moqueta (i)  | Matt Mitchell   | David Dowlen Nduka Odizor      | 4−6, 7−6, 6−4 |
| Guanyador | 5.   | 18 de novembre de 1985 | Hong Kong              | Dura         | Kim Warwick     | Jakob Hlasek Tomáš Šmíd        | 3−6, 6−4, 6−2 |
| Guanyador | 6.   | 26 de gener de 1985    | Sydney, Austràlia      | Gespa        | Mark Edmondson  | Peter Doohan Laurie Warder     | 6−4, 4−6, 6−2 |